# Galium verrucosum
Galium verrucosum – вид рослин родини маренові (Rubiaceae).

## Опис
Висотою від 5 до 20 сантиметрів. Листя від 0,5 до 1,5 сантиметрів в довжину і від 1,5 до 5 міліметрів в ширину. Період цвітіння триває з червня по липень. Віночок від жовтувато-білого до білого, і він має діаметр від 2 до 2,5 мм. Плоди від 0,5 до 0,6 сантиметрів в довжину, з білими пухирями.

## Поширення
Країни поширення: Алжир, Албанія, Чехія, Хорватія, Кіпр, Франція, Німеччина, Греція, Іспанія, Італія, Лівія, Португалія, Марокко, Мальта, Словаччина, Туніс. Часто зростає на полях, рідко на пустирях і в пустках.

## Галерея

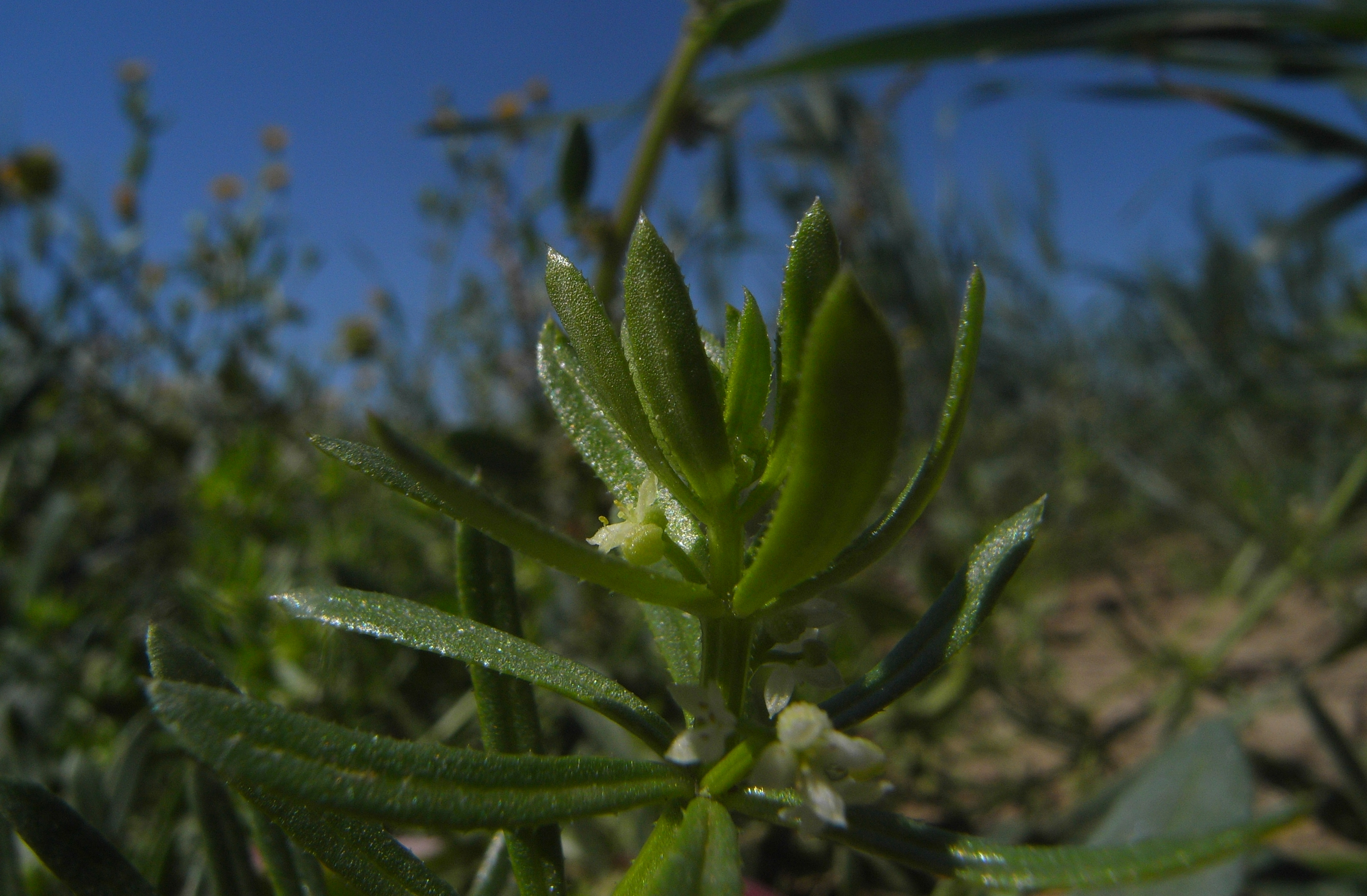